# ثانوية غلطة سراي

ثانوية غلطة سراي (Galatasaray Lisesi) هي مدرسة ثانوية تركية تقع في إسطنبول، تعد الثانوية الأكثر شهرة في تركيا. تدرس المدرسة موادها باللغة الفرنسية. وهي من أقدم الثانويات في تركيا ، فقد أنشأها السلطان العثماني بايزيد الثاني سنة 1481 ولا تزال تقدم خدماتها التعليمية.
من أشهر الدارسين بها: باريش مانتشو.